# Église Notre-Dame de La Neuville de Corbie
Pour les articles homonymes, voir Église Notre-Dame et Neuville.
L'église Notre-Dame de l'Assomption est un édifice religieux catholique sis dans le quartier de La Neuville à Corbie, dans le département de la Somme, en France. Succédant à un édifice plus ancien l'église actuelle date de la fin du XVe siècle dans ses parties les plus anciennes (la tour-clocher). Elle est église paroissiale de Corbie.
Cette modeste église de campagne possède un tympan sculpté remarquable du XVIe siècle. A l'intérieur sont conservés, les fonts baptismaux sculptés du XIIe siècle, un bas-relief de la fin du XIVe siècle représentant la Nativité, plusieurs blochets sculptés et des statues des XVIe, XVIIIe et XIXe siècles.

## Historique
Du précédent édifice, ne subsistent que les fonts baptismaux. L'église actuelle a été construite à la fin du XVe siècle et au début du XVIe siècle. Un unique bas-côté a été ajouté, côté nord, au XVIIe siècle, vraisemblablement après le siège de Corbie de 1636.
Le remarquable tympan de l’église survécut sans trop de dommage à la furie iconoclaste de la Révolution française: seules les statues encadrant le porche, furent mutilées.
En 1856, Les frères Duthoit participèrent à une restauration de l'édifice sans que leur rôle exact puisse être établi avec certitude.
L'église fut classée monument historique, le 14 janvier 1895 ce qui suscita une campagne de restauration de 1898 à 1901, sous la direction d'Édouard Danjoy, architecte en chef des monuments historiques, secondé par Pierre Vinson.
En 1918, à la fin de la Grande Guerre, l'édifice fut atteint par les bombardements qui percèrent la toiture de la nef et endommagèrent la pointe du pignon occidental. Une restauration de l'église fut entreprise dans les années 1920.
En 1965, une première restauration du tympan fut effectuée, suivie en 1981, par une seconde campagne. Les analyses effectuées par le Laboratoire de recherche des monuments historiques de Champs-sur-Marne conclurent, alors, à une évolution accélérée des pollutions et à des dommages esthétiques dus aux restaurations précédentes. En 1993, un auvent de protection fut installé au-dessus du tympan.
En 2021, l'église a bénéficié de travaux de grande ampleur : couverture, charpente, maçonnerie, verrières, éclairage etc. ont été restaurés, consolidés ou refaits. Les sculptures du tympan, représentant l'entrée du Christ à Jérusalem, le jour des Rameaux, bénéficient d'une restauration complète, dans une seconde phase de travaux, en 2025.
Le 18 décembre 2022, le nouveau mobilier liturgique est consacré par Mgr Gerard Le Stang, évêque d’Amiens.
Il s’agit de la création d’un artisan corbéen, Vincent Bergogne, sur des dessins de François-Xavier Legenne.

## Description
L'église de La Neuville a été construite en pierre, en style gothique flamboyant, pour la façade, selon un plan basilical traditionnel, sans transept, avec nef de trois travées, un bas-côté sur le flanc nord et un chœur avec abside à trois pans. La tour-clocher est l'élément le plus ancien de l'édifice.

### Extérieur
Construite en craie provenant, vraisemblablement, des carrières de Vaux-sur-Somme, sur assises de grès, l'église de La Neuville possède une façade à images du début du XVIe siècle. C'est l'une des plus belles de Picardie.
Le chœur légèrement moins élevé que la nef se termine par une abside à trois pans qui est éclairée par trois baies en tiers-point à meneau flamboyant. Entre chacune des baies du chœur, un contrefort renforce le sanctuaire.

#### Façade occidentale et portail
Le portail double, cintré en anse de panier, est encadré de quatre voussures. Subsiste dans la voussure supérieure les vestiges de ceps de vigne finement sculptés. Le trumeau possède une niche vide surmontée d'un dais sculpté. De part et d'autre du portail quatre niches surmontées chacune d'un dais sculpté - où l'on peut distinguer des salamandres - sont aujourd'hui vides.
Au dessus du portail, un larmier, présente un bandeau sculpté, de style Renaissance, représentant une scène de chasse avec au centre un cerf poursuivi par deux chiens et de chaque côté quatre putti, petits personnages, avec épieu.
Le pignon de la façade est orné de crochets sculptés d'animaux fantastiques.

#### Tympan
Le tympan est la partie la plus remarquable de l'édifice. Il est orné d'un haut-relief représentant un épisode de la vie du Christ relaté par les Quatre Évangiles, l’entrée de Jésus à Jérusalem le jour des Rameaux. Ce tympan sculptée, en pierre extraite des carrières de Vaux-sur-Somme, aurait été réalisé entre 1515 et 1528. Il a été restauré au XIXe siècle par les Frères Duthoit.
Au premier plan, le Christ monté sur un âne, suivi des apôtres est accueilli devant une porte fortifiée où se trouvent cinq personnages, le premier étendant un tissu, sur le sol, devant l'âne. En haut de la porte, des personnages lancent des gerbes de feuilles.
Au second plan, on voit les fortifications de la ville, des personnages grimpés sur des arbres et un moulin avec le meunier regardant par la fenêtre.
La sérénité du Christ et des notables qui l'accueillent tranche avec le pittoresque de la foule qui l’acclame et se presse jusque sous les arbres. Ces sculptures sont malheureusement usées par l'érosion, elles sont néanmoins protégées par un auvent construit à la fin du XXe siècle.

#### Ecce homo
A l'extrémité sud de la façade, dans une niche, surmonté d'un dais, un Ecce homo de belle facture a été sculpté. Au bas du contrefort sud du clocher, dans une niche, surmonté d'un dais, a été placée une statue de saint Pierre. Non protégées, ces deux statues sont usées par l'érosion.

#### Tour-clocher
Un massif clocher quadrangulaire s'appuie sur le flanc nord de la façade. Sa toiture quadrangulaire dans sa partie basse et pyramidale dans la partie supérieure se termine par une flèche en bois couverte d'ardoise et surmontée d'une croix et d'un coq. La tour est renforcée par deux contreforts et une tourelle dans l'angle nord-est qui renferme l'escalier qui mène à la cloche suspendue, le 6 octobre 1861, une inscription sur une pierre de la façade nord le rappelle. Sur trois côtés, une baie en en tiers-point éclaire l'intérieur de la partie supérieure maçonnée.

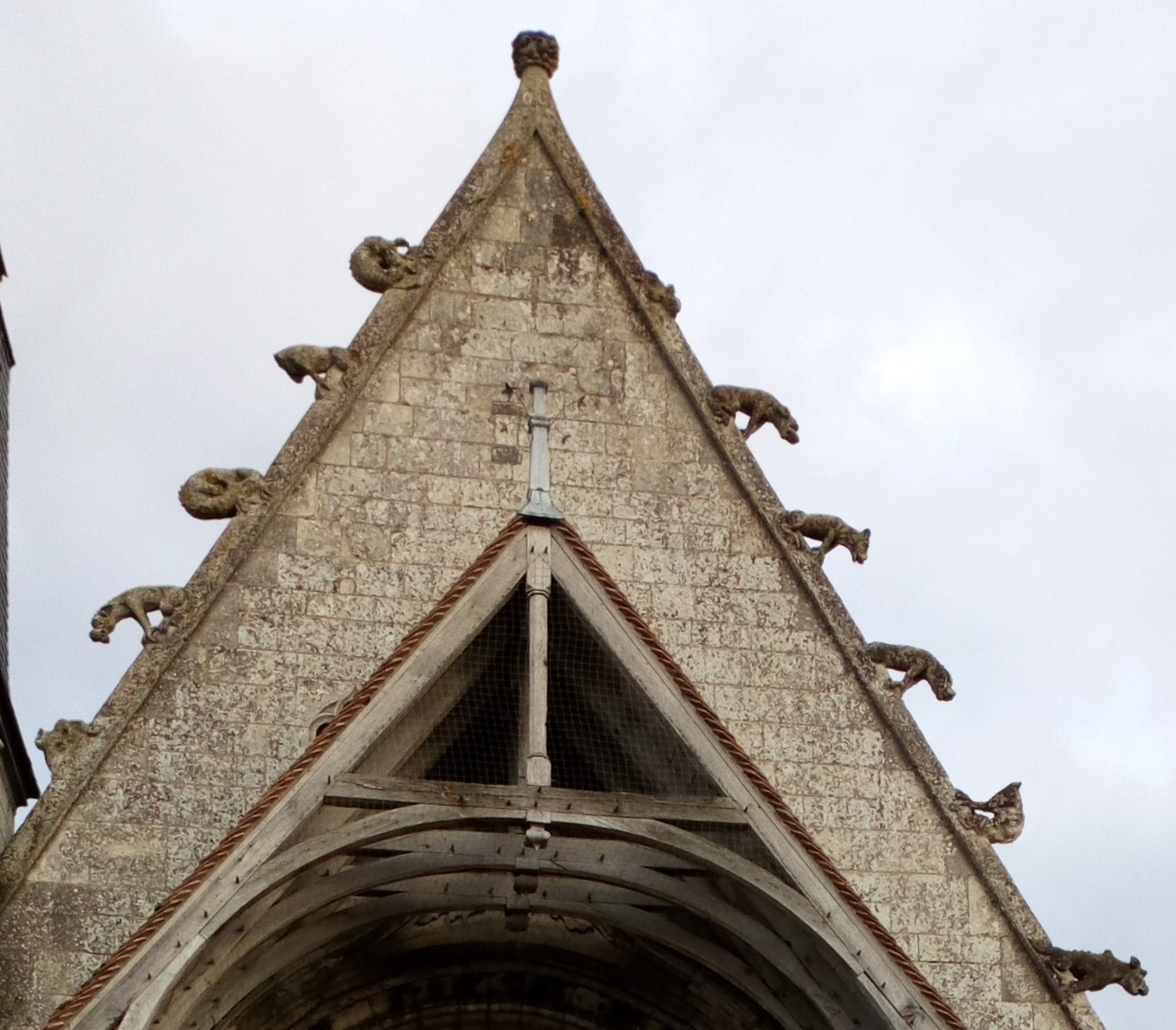
Crochets du pignon de la façade ouest
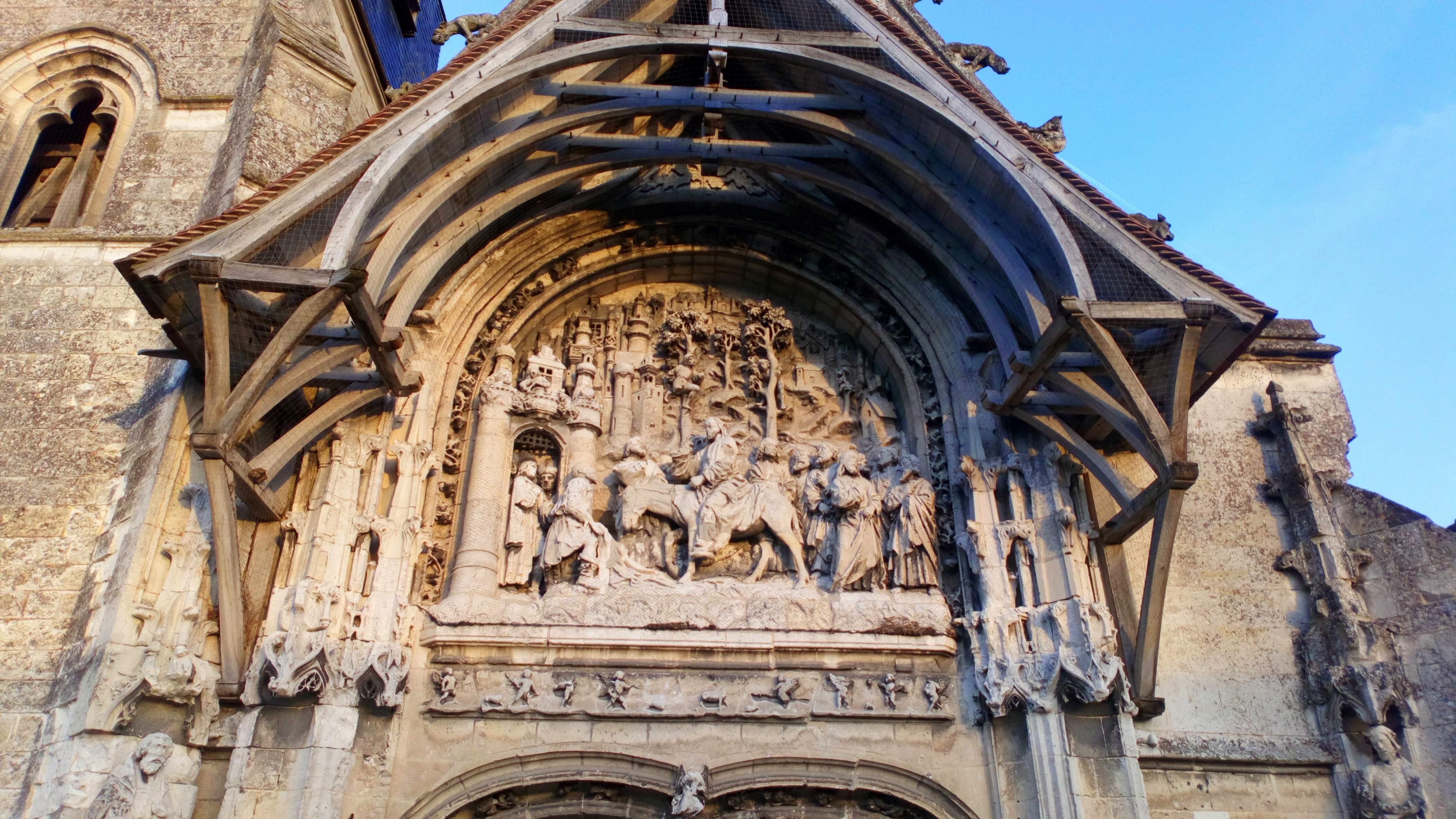
Tympan du portail principal
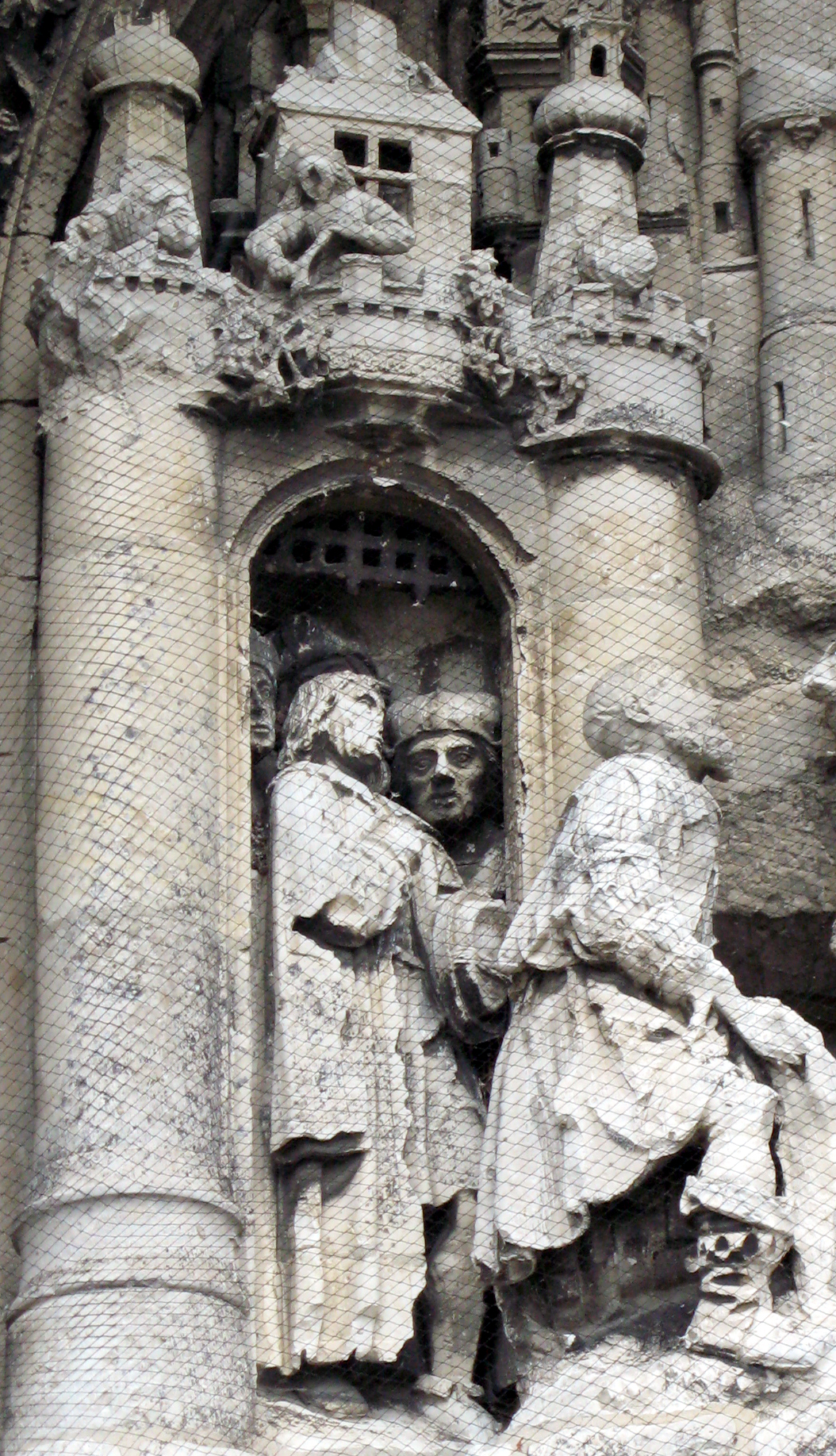
Détail du tympan
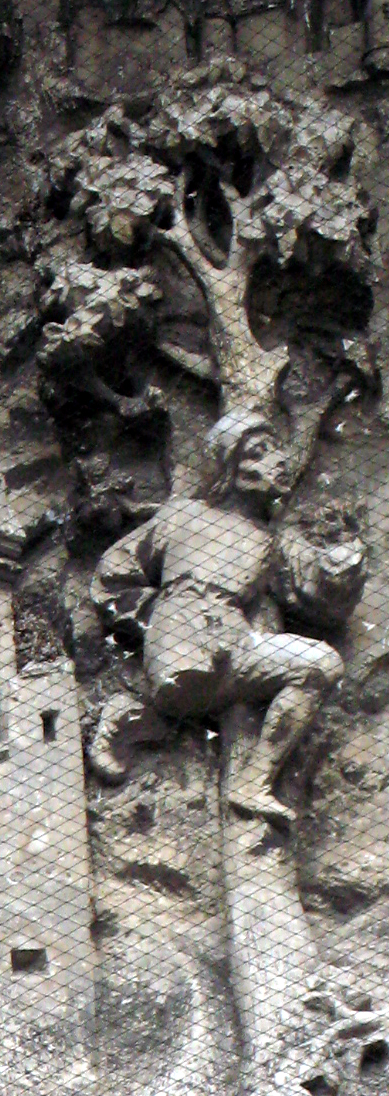
Détail du tympan

### Intérieur
La simplicité de l'architecture et du décor s'impose à l'ensemble de l'édifice qui est doté d'une voûte en bois et d'une tribune également en bois.
Le mur sud de la nef est percé de deux portes et de quatre baies garnies de vitraux. Le mur nord du bas-côté est percé par quatre fenêtres rectangulaires.
Le chœur est plus étroit et moins élevé que la nef, son flanc sud est éclairé par deux fenêtres en tiers-point avec meneau, elles sont garnies de vitraux de même que les trois baies de l'abside. De part et d'autre de la baie centrale se trouve une statue de saint Éloi et de saint Nicolas.
Les voûtes en bois ont été refaites au XIXe siècle, elles laissent apparaître des blochets sculptés.

#### Les fonts baptismaux
Au revers de la façade se trouvent des fonts baptismaux en pierre noire provenant des ateliers de Tournai, datant de la première moitié du XIIe siècle et classés monument historique en 1895, au titre d'immeuble.
La cuve est soutenue par un pédoncule central cantonné de quatre colonnettes aux angles. Sur l'une des faces, une sculpture en méplat représente deux dragons qui s'affrontent et dont les queues s'entrelacent. Une autre face est décorée de deux lions buvant dans une coupe. Sur une troisième, deux colombes se désaltèrent dans une ampoule. Sur la dernière face, cachée par le mur de la façade, trois oiseaux fantastiques prennent leur envol ; le premier est orné d'une collerette de six rangées de plumes, le dernier a une queue de serpent repliée sur elle-même. Les fonts baptismaux conservent un vase cylindrique en plomb et son couvercle.

#### Groupe sculpté «La Nativité»
Au-dessus, sous des arcatures trilobées, un ensemble sculpté en bas-relief de la fin du XIVe siècle représente la Nativité avec  Marie, Joseph, l'Enfant Jésus, l'âne et le bœuf. La scène représentée s'inscrit dans trois arcades trilobées ; Marie, allongée sur un lit, la tête reposant sur un coussin, pose la main gauche sur l'enfant allongé dans une sorte de berceau. Au-dessus de l'enfant, émergent la tête de l'âne et celle du bœuf, Jésus mettant les doigts de la main droite dans les naseaux du bœuf. Au bout du lit, regardant Marie, Joseph, barbu, est assis, tenant un bâton dans la main gauche. Cette sculpture est classée monument historique au titre d'objet, depuis le 21 février 1907.

#### Statues
L'église abrite un certain nombre de statues protégées en tant que monuments historiques au titre d'objets :
- un Christ en croix, provenant d'une ancienne poutre de gloire du premier quart du XVIe siècle[9] ;
- une statue de saint Milfort[10], [Note 4] en bois blanchi et doré (XVIIIe siècle) accompagnée de deux statuettes représentant un père et une mère l'implorant[11] ;
- une statue de saint Nicolas en bois peint (XIXe siècle)[12],
- une statue de saint Éloi en bois peint (XIXe siècle)[13],
- une statue de la Vierge à l'Enfant, du XIXe siècle, en bois peint[14] ;
- une statue de sainte Catherine d'Alexandrie, en bois peint et doré (XIXe siècle)[15] ;

#### Mobilier
L'église conserve un mobilier protégé en tant que monument historique : 
- une chaire du XVIIe siècle, avec un panneau sculpté représentant l'Assomption[16],
- un maître-autel en bois peint et doré avec tabernacle à ailes de la fin du XVIIe et du début du XVIIIe siècle[17],
- des stalles[18] et
- des bancs du XIXe siècle[19].

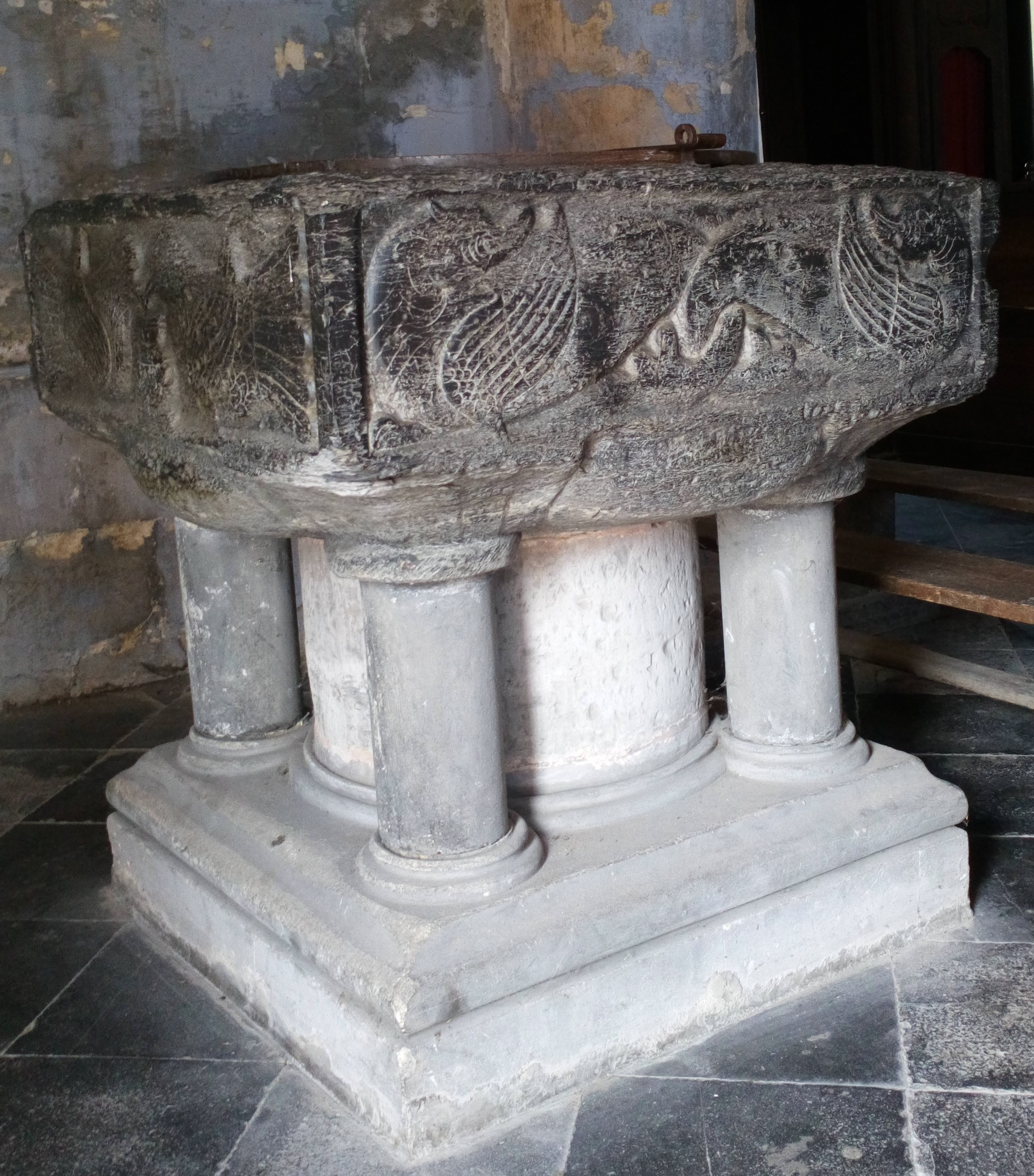
Fonts baptismaux.
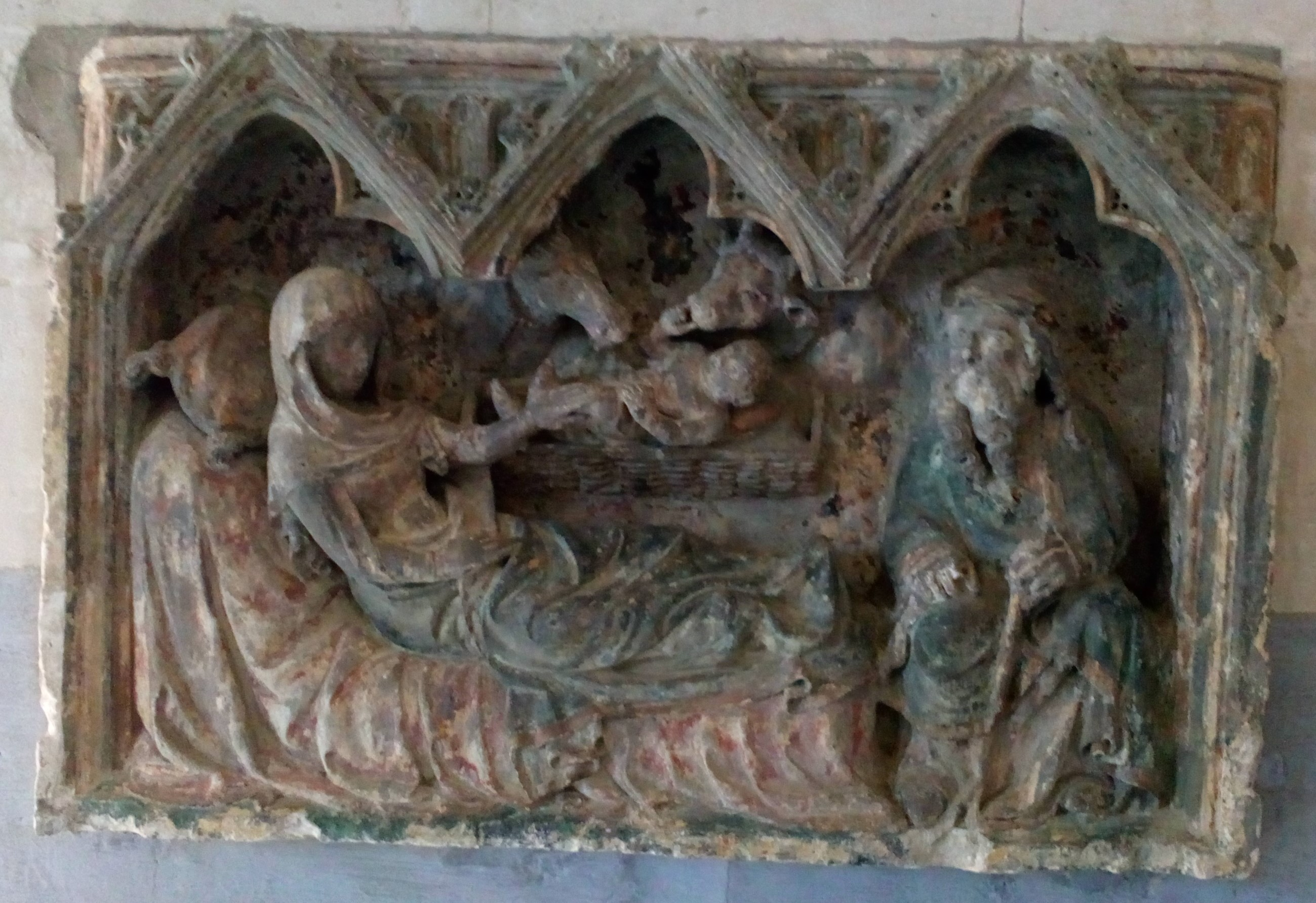
Bas-relief de la Nativité.
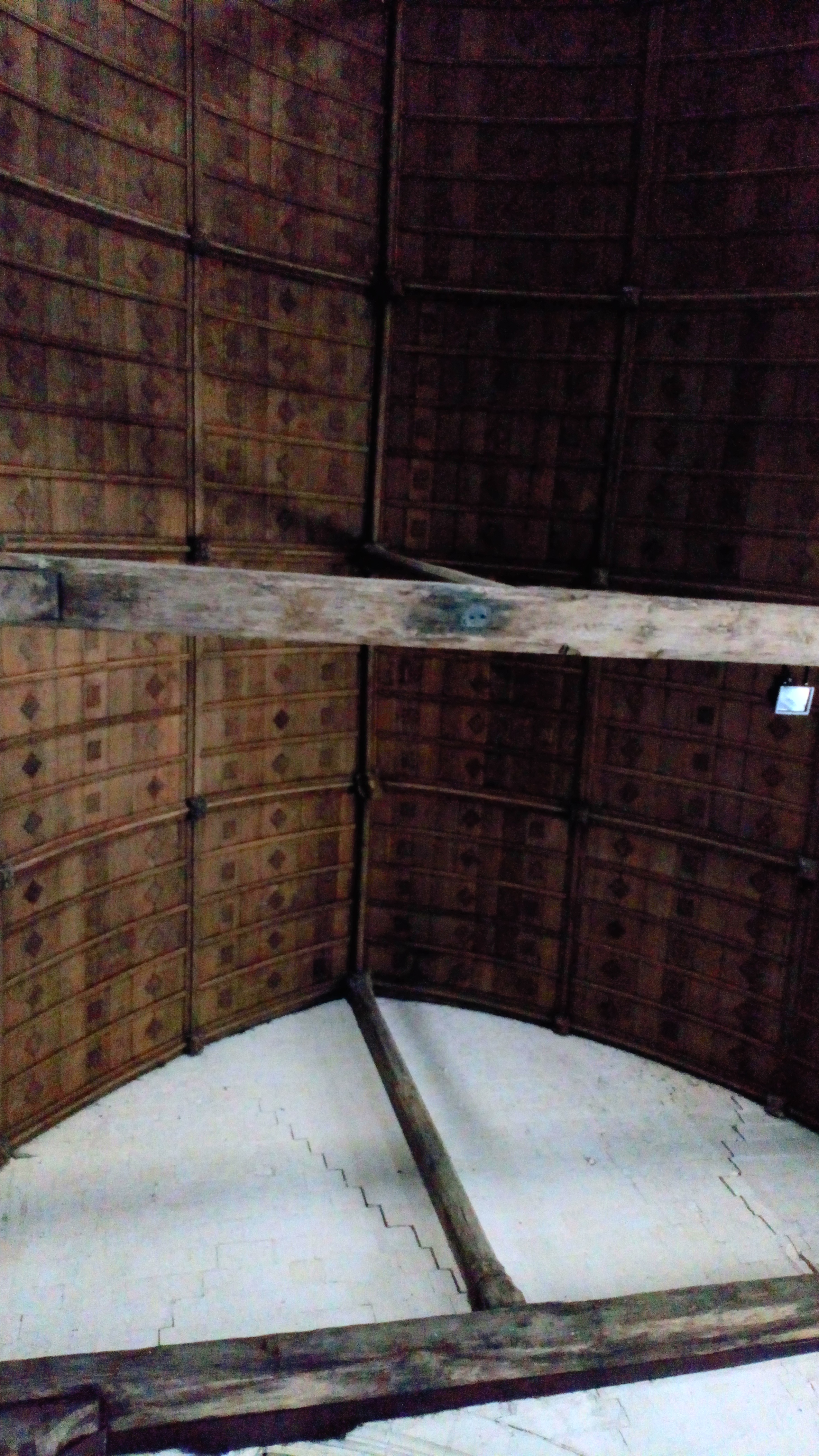
Voûtes en bois de la nef.
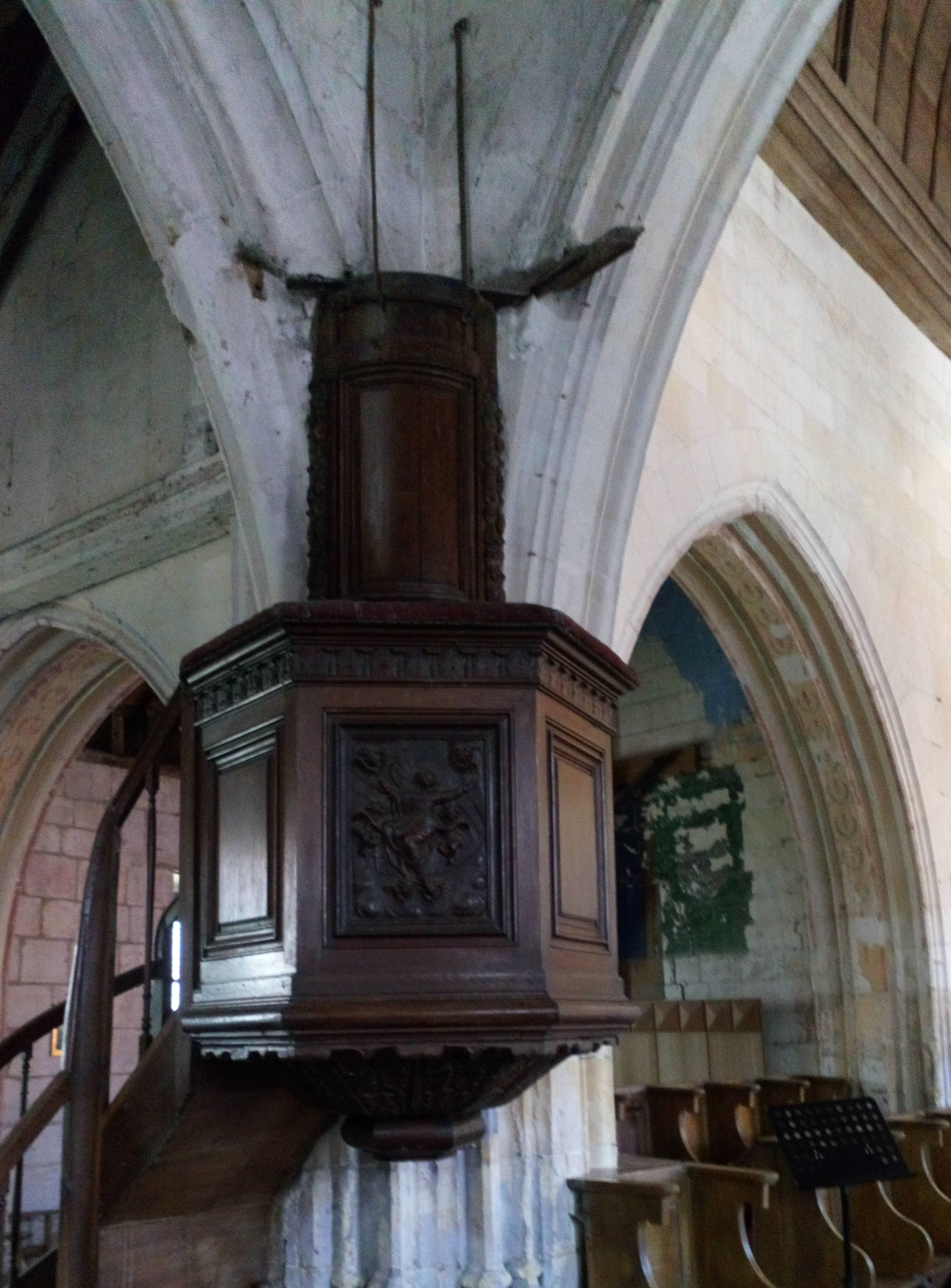
Chaire de vérité et stalles.